# Botschaft von Mauritius in Berlin

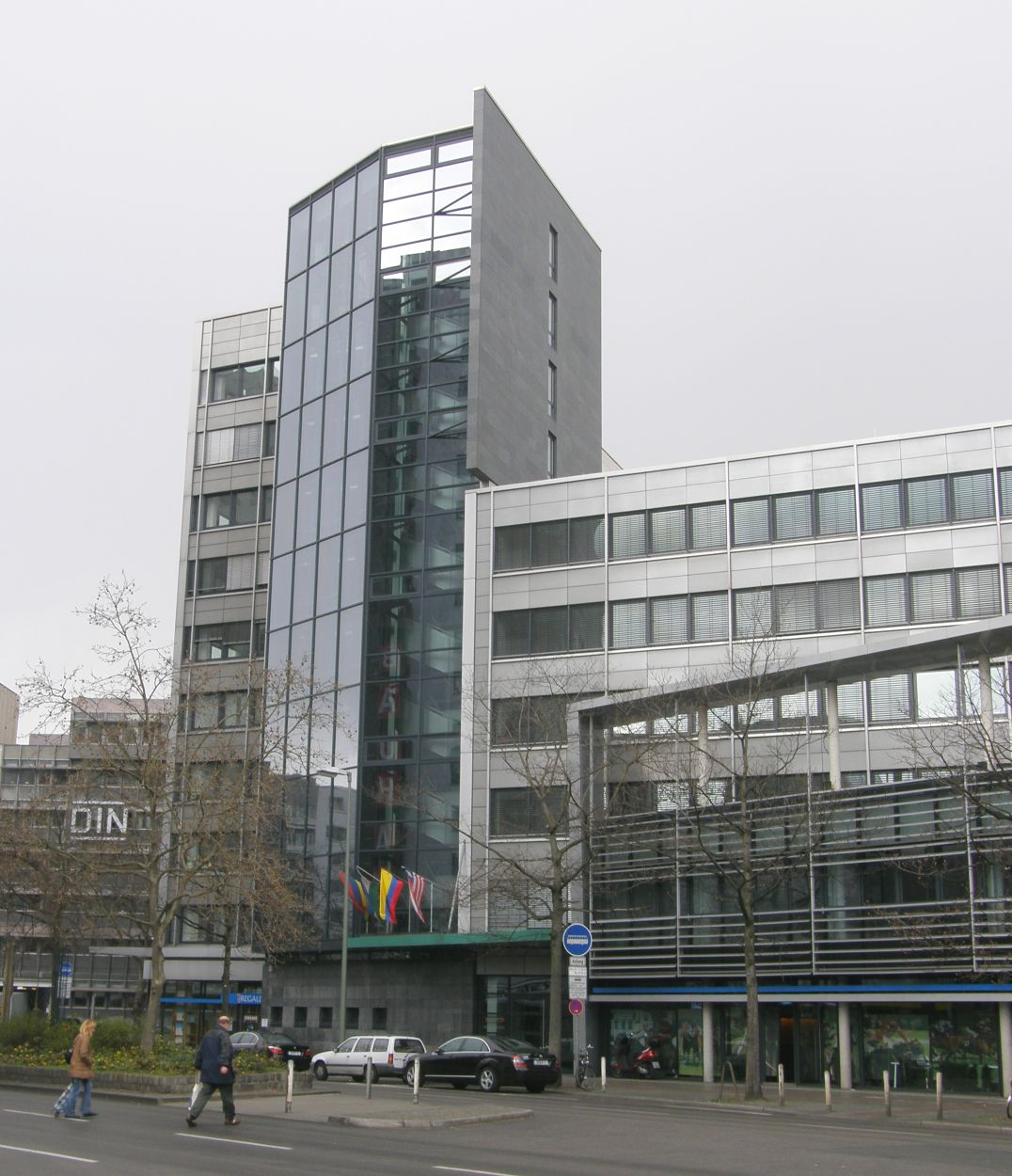
Botschaftssitz in der Kurfürstenstraße 84

Die Botschaft von Mauritius in Berlin ist die diplomatische Vertretung von Mauritius in Deutschland. Der Botschaftssitz befindet sich in der Kurfürstenstraße 84 im Ortsteil Tiergarten des Bezirks Mitte. Botschafterin ist seit dem 6. Mai 2021 Christelle Sohun.

## Geschichte
Zwischen der Bundesrepublik Deutschland und Mauritius wurden mit der Unabhängigkeit des Landes 1968 bilaterale Beziehungen aufgenommen. Anfangs wurden die Interessen des Inselstaates in der Bundesrepublik Deutschland von der Botschaft des Landes in Brüssel wahrgenommen.
Die DDR und Mauritius nahmen 1984 diplomatische Beziehungen auf. Die Botschaft von Mauritius in Warschau vertrat die Interessen des Landes in der DDR. Die diplomatischen Beziehungen erloschen mit der Herstellung der Einheit Deutschlands am 3. Oktober 1990.
Erst am 26. April 2000 eröffnete die Republik Mauritius eine Botschaft in Berlin.

## Baugeschichte
Die Botschaft liegt in einem Bürogebäude, das in den Jahren 1964 und 1965 nach Plänen von Franz-Heinrich Sobotka und Gustav Müller errichtet wurde. Es entstand innerhalb der Großwohnanlage an der Ecke Burggrafen- und Kurfürstenstraße. Damals stand nicht die Ausgestaltung im Vordergrund, sondern vielmehr die Funktionalität unter Berücksichtigung sozialer und ökonomischer Verhältnisse. In den Jahren 1993–1996 erfolgte ein Umbau durch die Berliner Architekten Kammann & Hummel.

## Architektur
Das bebaute Grundstück ist spitzwinklig. Die beiden Architekten stellten zwei Bürogebäude so auf, dass sie zueinander im rechten Winkel stehen. Ein neungeschossiges Scheibenhaus wurde daneben quer in die Ecke eingepasst, dass der sechsgeschossige Bauteil diagonal zur Kurfürstenstraße steht. Die beiden Bauteile sind durch einen Treppenturm miteinander verbunden. Diese Ecklösung führte dazu, dass an der Kurfürstenstraße zwei dreieckige Freiflächen entstanden, die als Grünanlage genutzt werden. Der Bürokomplex hatte ursprünglich eine streng flächige Gestaltung. Die Geschäftsflächen im Erdgeschoss werden durch ein umlaufendes Vordach optisch von den restlichen Stockwerken getrennt. In den übrigen Etagen wechseln sich Fensterbänder mit verkleideten Fassadenelementen ab. Dadurch ergibt sich eine horizontale Fassadengliederung. Der Treppenturm war ursprünglich zur Kurfürstenstraße hin vollständig mit Kunststeinplatten verkleidet. Nur ein Oculus und vertikale Fensterbänder durchbrachen die Flächen. Diesem wurde bei der Umgestaltung des Bauwerkes ein gläserner Gebäudeteil mit Spiraltreppenhaus vorgelagert. Der Eingangsbereich und eine Fassadenseite wurden mit Schieferplatten verkleidet. Auch an den niedrigeren Bauteil wurde ein Glasanbau angebaut. Er wirkt durch Lamellen und schmale Säulen sehr filigran gebaut. Die Scheibenhäuser wurden im Rahmen des Umbaus schmal umrahmt.

## Botschafter
- 2010–2015: Sarojini Seeneevassen-Frers[3]
- 2015–2021: Kheswar Jankee[4]
- seit 2021: 0 Christelle Sohun[5]